# Ramon Tikaram
Ramon Pramod Junior Tikaram (Singapore, 16 maggio 1967) è un attore e doppiatore britannico di origine malese.
In Italia è conosciuto per aver recitato il ruolo di Ernest Vong nella sit-com My Spy Family, oltre che per essere il fratello della cantante britannica Tanita Tikaram. Ha inoltre interpretato Dorian, compagno dell'Inquisitore nel terzo capitolo di Dragon Age.

## Filmografia
- Kama Sutra: A Tale of Love (1996)
- This Life (1996-1997)
- Mile High (2003-2005)
- The Mighty Boosh (2004)
- Mischief Night (2006)
- Primeval – serie TV, 3 episodi (2008-2009)
- My Spy Family – serie TV, 29 episodi (2007-2009)
- Speed Racer, regia di Lana e Lilly Wachowski (2008)
- Il Trono di Spade (Game of Thrones) – serie TV, episodio 3x08 (2013)
- Happy Valley – serie TV, episodi 1x03-1x06-2x03 (2014-2016)
- Jupiter - Il destino dell'universo (Jupiter Ascending), regia di Lana e Andy Wachowski (2015)
- Fortitude – serie TV, 10 episodi (2015-2017)
- The Victim – miniserie TV, 4 puntate (2019)
- Pennyworth – serie TV (2019-in corso)
- The Great – serie TV, 3 episodi (2021)
- Kaos – serie TV, 5 episodi (2024)
- The Witcher: Le sirene degli abissi (The Witcher: Sirens of the Deep), regia di Kang Hei Chul (2024) - voce

## Doppiatori italiani
Nelle versioni in italiano delle opere in cui ha recitato, Ramon Tikaram è stato doppiato da:
- Massimo Lodolo in The Great
- Andrea Lavagnino in Kaos